# Оскілко Володимир Пантелеймонович
Володи́мир Пантелеймо́нович Оскі́лко (1892, с. Городок, Рівненський повіт, Волинська губернія — 19 червня 1926 року, там само) — український військовий і громадський діяч часів УНР, отаман, генерал-хорунжий Армії УНР, командувач Північної групи військ Директорії, командувач Північно-Західного протибільшовицького фронту. Був одним із керівників Української партії соціалістів-самостійників, за підтримки її членів організував невдалий переворот у Рівному.

## Життєпис

### Дитинство і юність
Народився 1892 року в селі Городок поблизу Рівного.
Закінчив гімназію, потім учительську семінарію. За фахом — учитель. Працював народним учителем у селі Золоте поблизу Дубровиці на Рівненщині.
У 1913 році, під час своєї роботи вчителем у селі Золоте на Рівненщині, Оскілко відгукнувся на заклик архімандрита Віталія (Максименка), який запропонував йому взяти участь у пропагандистській кампанії Почаївського відділу «Союзу русского народу» з метою організації урочистих святкувань на Козацьких могилах під Берестечком. Володимир Оскілко разом з декількома десятками інших вчителів початкових шкіл проводив лекції в селах і містечках Волині, використовуючи світловий проєктор «чарівний ліхтар». Ці лекції присвячувалися Берестецькій битві, а також розповідали про неї та поширювали брошури, видані в Почаєві.
У газеті «Волынская земля», яку видавав сам архімандрит, був опублікований лист Володимира Оскілка, датований 8 червня 1913 року, у якому повідомлялося, що на той час він уже прочитав шість лекцій. Володимир Оскілко також зазначав, що розповсюджував серед слухачів брошуру Віталія (Максименка) під назвою «Крест над Берестечком». У прикінцевій частині листа Володимир Оскілко звертався до редакції газети, а, отже, й до видавця Віталія (Максименка), з проханням надати пораду щодо його діяльності як лектора.
З 1914 р. служив у Російській імператорській армії. За час першої світової війни зробив успішну кар'єру офіцера. Отримав чин поручника імператорської армії, закінчивши 1917 року прискорений 4-місячний курс Віленського військового училища. Останнє звання в РІА — штабскапітан.

### У період Визвольних змагань

#### Період Центральної Ради УНР
Після лютневої революції 1917 р. був губернським комісаром Тимчасового уряду в Тулі.
Наприкінці 1917 р. повернувся в Україну, на рідну Волинь, де активно включився в українізацію військових частин і здобув серед солдатів неабияку популярність.
На початку 1918 року — був комісаром Центральної Ради у Рівненському повіті.

#### Період Гетьманату
За гетьмана Павла Скоропадського — начальник охорони стратегічно важливого Коростенського залізничного вузла.
У листопаді 1918 року — виступив організатором протигетьманського повстання на Волині.

#### Період Директорії УНР
У грудні 1918 року Оскілко стає полковником збройних сил УНР, а вже у січні 1919 року — генерал-хорунжим і командувачем Північної групи військ Директорії, загальна чисельність якої наближалася до 40 тисяч бійців.
Північна група військ армії, на чолі з 27-річним Володимиром Оскілком, досить успішно діяла на Волині та Поліссі, стримуючи наступ більшовиків «Поліське повстання» та поляків, залишаючись чи не найдисциплінованішим та найбоєздатнішим з'єднанням УНР.
Саме на Волинь у квітні 1919 року відступили рештки сил Директорії, а тимчасовою столицею УНР стало Рівне.

#### Суперечки з Петлюрою і спроба перевороту
Загальна військово-стратегічна обстановка складалася для України на середину весни 1919 року далеко не найкращим чином. Оскілко вважав, що до влади в держапараті та армії УНР проникли більшовицькі агенти ЧК, і саме їх підривна діяльність призводить до невдач українців на фронтах. Самого Симона Петлюру Оскілко ніколи не називав агентом Москви. Він вважав його людиною безхарактерною і непослідовною, яка потрапила під вплив «зрадників-генералів».
12 квітня 1919 року було сформовано новий кабінет міністрів УНР на чолі з українським соціал-демократом Борисом Мартосом. Він заявив про створення «республіки трудових Рад» і про намір укласти мирну угоду з більшовицькою Росією.
Оскілко, і не лише він, був впевнений, що більшовики ніколи не відмовляться від приєднання незалежної України до радянської Росії.
Ряд партій (соціалісти-самостійники, соціалісти-федералісти, народні республіканці) доручили Оскілку довести Петлюрі їх меморандум про негайну відставку уряду Мартоса.
20 квітня цей меморандум вручили Петлюрі у Здолбунові, але той прилюдно розірвав цей «історичний документ».
У кінці квітня 1919 року Петлюра двічі наказував генерал-хорунжому виступити зі своїми військами на більшовицький фронт. Але обидва розпорядження головного отамана Оскілко проігнорував. Крім того, своїм наказом Петлюра усунув з посади начштаба північно-західного фронту генерала Агапієва. Однак Оскілко відмовився підкоритись і цьому розпорядженню. Це свідчило, що Володимир Оскілко остаточно перестав підкорятися центральному військовому командуванню.
28 квітня 1919 року Оскілко отримав черговий наказ головкомандувача, згідно з яким він мав передати своє військо іншому командиру — генералу Желіховському.
29 квітня 1919 — при підтримці Української партії соціалістів-самостійників і Української народно-республіканської партії здійснив спробу державного перевороту. Приводом до виступу стало зняття отамана Оскілка з посади за поразки під Коростенем і Новоградом. Однодумцями отамана стали полковник Гемпель, керівник оскілківської контррозвідки Шапула і начальник штабу Північної групи генерал Агапієв. Учасники державного перевороту вимагали скликати Установчі збори та усунути Петлюру від керівництва військовими справами. Крім того, Оскілко надіслав своїх представників до Польщі з метою ведення мирних переговорів.
Були арештовані голова уряду Борис Мартос, більшість петлюрівських міністрів, генерал Желіховський. Однак відразу заарештувати Петлюру не вдалося. Він перебував не в Рівному, а на залізничній станції Здолбунів. Його арешт Оскілко довірив великому загону кінної гвардії на чолі з отаманом Семеном Гризлом. Повстанці сподівались, що в Здолбунові ніхто не знає про заколот. Але, як тільки Семен Гризло наблизилися до станції, їх загін відразу ж оточили вірні Петлюрі підрозділи. Командир загону вирішив не приймати бою і повернувся до Рівного. Незабаром Оскілко повторив спробу заарештувати Петлюру, надіславши до Здолбунова один із найкращих своїх загонів на чолі з отаманом Білоусовим. Але їх знову спіткала невдача.
Тим часом Рівне атакували частини корпусу Січових Стрільців Євгена Коновальця, загони петлюрівської польової варти і бронепотяг "Стрілець".
На десяту годину ранку 30 квітня переворот Оскілка зазнав повної поразки.
Оскілку та деяким його соратникам вдалося втекти з Рівного. 12 травня отаман здався представникам польської влади. Деякий час Оскілко перебував у польському таборі для інтернованих. Згодом переїздить до Відня.
У 1921 році Володимир Оскілко повернувся до Рівного, де почав видавати газету «Дзвін» — орган Української народної партії (1923—1925).

### Смерть

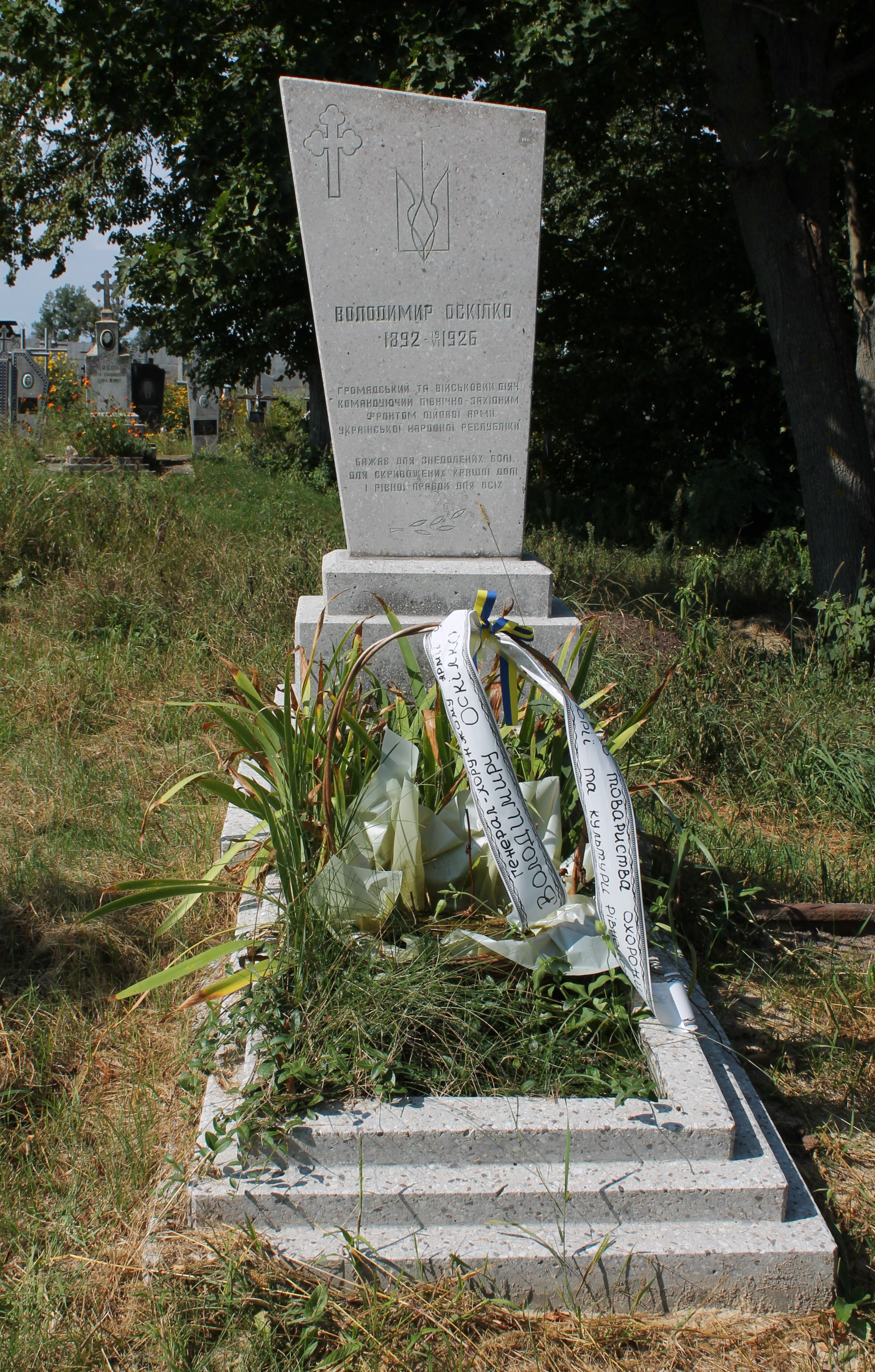
Могила В. Оскілка; с. Хотин Рівненського р-ну Рівненської обл.

19 червня 1926 року (менше як через місяць після вбивства Петлюри) був убитий професійним кілером у селі Городок під Рівним. Польські слідчі, які займалися розслідуванням, дійшли висновку, що Оскілка вбито більшовицьким агентом ЧК. 

## Цікаві факти
- Володимир Оскілко залишив спогади «Між двома світами» (1924).
- Про неабиякі особисті якості Оскілка згадував рідний племінник Петлюри Степан Скрипник — згодом перший Патріарх Київський і всієї України УАПЦ Мстислав, якому в ті роки довелося служити черговим старшиною у штабі Північно-західного фронту: «Там був отаман Оскілко такий. То з історії Оскілко був. Дуже цікава людина була, культурна, вольова людина».